# Флаг Самарской области
Флаг Сама́рской области является символом общественно-исторического и государственно-административного статуса Самарской области Российской Федерации.

## Описание и символика
Флаг Самарской области представляет собой прямоугольное полотнище из трёх равновеликих горизонтальных полос: верхней — красного, средней — белого и нижней — голубого цвета. В середине флага изображён Герб Самарской области размером, равным по высоте двум третям ширины флага. Соотношение ширины флага к его длине — 2:3.
На Руси белый цвет издревле олицетворял благородство и откровенность, синий — верность, честность, безупречность, целомудренность, красный напоминал о мужестве, смелости, великодушии, любви.
Расцветка флага области повторяет расположение цветов Самарского знамени — исторической реликвии Самары, России и Болгарии.

## История флага
История Самарского знамени связана с борьбой славянских народов против османского ига. Летом 1875 года антитурецкое восстание вспыхнуло в Боснии и Герцеговине, в апреле следующего года восстала Болгария, а ещё через два месяца Сербия и Черногория начали войну с Турцией. Тысячи русских добровольцев отправились на Балканы, чтобы с оружием в руках помочь славянам завоевать независимость.
Самарская городская Дума приняла решение о создании знамени для вручения сражающимся против турок славянам. Активное участие в этом деле приняли гласный Думы Пётр Владимирович Алабин и его жена Варвара Васильевна. 6 (18) мая знамя было вручено около города Плоешти 3-й дружине болгарского ополчения.
22 сентября 1981 года точная копия знамени была привезена в Куйбышев, в настоящее время она хранится в Самарском военно-историческом музее Краснознамённого Приволжско-Уральского военного округа.
При подготовке проекта закона «О государственных символах Самарской области» больше всего споров среди членов рабочей группы вызвало обсуждение будущего флага области, поскольку прецедентов в регионе не было. Группа учёных-историков и краеведов посчитала единственно возможным использовать в качестве прообраза для создания флага Самарской области трёхцветное полотнище Самарского знамени.